# Juan Subercase Krets
Juan de Subercase y Krets (Valencia, 2 de junio de 1783-Madrid, 25 de marzo de 1856) fue un ingeniero y político español.

## Biografía
Hijo de un comerciante catalán, estudió en la Universidad de Valencia y en la Escuela de Ingenieros de Caminos de Madrid (1804-1807). Cuando estalló la Guerra de la Independencia Española se refugió en Cádiz con su familia. Durante el Trienio Liberal fue elegido diputado en Cortes Españolas en 1820 y formó parte de la sociedad secreta Los Anilleros. Cuando los Cien Mil Hijos de San Luis restauraron el absolutismo en 1823 fue desterrado en Alcoy. En 1833 fue profesor de la Academia de Artillería. Durante el gobierno de Francisco Martínez de la Rosa fue nombrado catedrático de geometría, mecánica y delineación en la Universidad de Valencia.
Fue elegido nuevamente diputado en las elecciones tras el Estatuto Real de 1834 por el Partido Moderado. Dejó temporalmente la política para ser director de la Escuela de Ingenieros de Caminos de 1837 a 1848. Fue elegido nuevamente diputado por el distrito de Chelva (1851-1853), período durante el cual fue Director de Obras Públicas. 
Nombrado académico fundador de la Real Academia de Ciencias Exactas, Físicas y Naturales (1847). También fue académico de la Real Academia de Ciencias y Artes de Barcelona y de la Real Academia de Bellas Artes de San Carlos.

## Obras
- Memoria descriptiva, presupuestos y pliego de condiciones del proyecto de mejora del puerto de Valencia y su limpieza (1856)